# František Martínek (podnikatel)
František Martínek mladší (3. července 1903 – 1980) byl továrníkem, atletem a mecenášem. Vlastnil továrnu na barvy a laky v pražských Modřanech, která se mimo nátěrové hmoty specializovala i na barvy pro umělce. Těmito barvami malovali například Josef Lada, František Tichý, Vlastimil Rada, František Zikmund nebo Hoffman.[zdroj?] V mládí byl profesionálním atletem a šampionem v cyklistice, později v roce 1938 založil Velkou cenu Framaru, nejstarší známý cyklistický závod na československém území. Sponzoroval kulturní výstavbu v Modřanech a pomáhal zakládat osadu Ztracenka. Jako jeden z prvních podnikatelů v novodobé historii zavedl systém zaměstnaneckých akcií.

## Život

### Dětství
František Martínek se narodil do rodiny stejnojmenného podnikatele Františka Martínka staršího. Ten v roce 1905 založil živnost lakýrnickou s výrobou barev v Liliové ulici (Dům u Voříkovských) v Praze s názvem František Martínek. Sám byl studovaný „lakýrnický dělník-kočárník“ a před rokem 1905 podstoupil tzv. odborný vandr, při kterém sbíral odborné znalosti svého oboru v mnoha státech Evropy.
František Martínek mladší se tak od mala pohyboval v oboru barev a laků, jejich využití a výroby. Jak živnost prosperovala, jeho otec, František Martínek starší, zakoupil do firmy stroj na výrobu barev. Původně se barvy vyráběly pouze pro vlastní spotřebu firmy.

### Začátek firemní kariéry a kariéra vrcholového atleta
František Martínek ke svému otci do firmy nastoupil oficiálně v roce 1919, tedy v 16 letech, jako učeň. Firma se tou dobou přestěhovala do nových prostor U Staré školy v Praze na Starém městě. Výroba barev přesahovala 10 tun ročně a firma byla vybavena moderními technologiemi, včetně kotlů na plyn.[zdroj?]
V polovině dvacátých let si František Martínek mladší nechal patentovat „lakýrnický věšák“, novinku ve stavebnictví. Taktéž se věnoval zdokonalování výroby barev a výrobě emailu na šperky, pro který nakupoval pryskyřici z Francie a USA.
Věnoval se i vrcholovém sportu, byl reprezentantem v disciplíně běhu na 800 m. Později vyměnil běžecký trikot za kolo z důvodu zánětu šlach. Opakovaně se stal vítězem domácího šampionátu a dvakrát se umístil na čtvrtém místě v šampionátu světovém.[zdroj?]
V roce 1929 na motocyklu vycestoval na odborný vandr po Švýcarsku, Francii a Itálii. Další rok zavítal autem Aero do Skandinávie a pobaltských zemí Estonska, Lotyšska a Litvy.

### Továrník
V roce 1932 odkoupil František Martínek mladší firmu od své otce během nejhlubší hospodářské krize. Zprvu zaměstnával pouze 2 pracovníky a mnoho z prací v postavení mistra vykonával sám. Počet pracovníků později dle potřeb firmy zvyšoval. Zúčastňoval se pravidelně veřejných soutěží svého oboru a v konkurenci 30–40 firem z celé Československé republiky končil vždy mezi pěti nejlepšími.[zdroj?] V roce 1935 nechal v pražských Modřanech postavit výrobní objekt pod označením František Martínek, výroba barev a laků Framar. Zároveň zde postavil rodinou vilu.
V roce 1938 opustil prodejnu U Staré školy a otevřel novou v Pařížské ulici 34. Do krámu začne časem mířit stále více známých umělců. Mezi ně patří Josef Lada, Tichý, Hofman, Rada nebo Zikmund. Právě při výrobě olejových barev pro umělce firma úzce spolupracovala s významnými výtvarníky. Ti dávali své posudky na jasnost barevných tónů, konsistenci, světlostálost, šlo prostě o komplexní technické posouzení. Řada z nich docházela do výrobny v Modřanech a zúčastňovala se míchání i tření, konečné fáze a plnění tub. Sám František Martínek se s mnoha umělci později spřátelil a například Josef Lada mu věnoval i několik svých děl do soukromé sbírky.[zdroj?]
Roku 1938 získala firma taktéž smlouvu na nátěry sloupů elektrického osvětlení v celé Praze. V roce 1939 přikoupil Martínek v Modřanech sousední pozemek a zahájil druhou etapu výstavby výrobních hal.

### 2. světová válka a poválečné období
Počátek II.světové války se promítl i do provozu firmy. Výroba byla citelně omezena malými příděly olejů a pryskyřic. V roce 1941 byla výroba nátěrových hmot úředně zastavena. Firma se začala orientovat na nedostatkové zboží (akvarely pro školy, barvy pro umělce, pasty a leštidla). V roce 1942 přišla další omezení a záhy byl František Martínek zatčen kriminální policií. Rozsudek dvouletého trestu byl odůvodněn „nedovoleným zpracováním surovin pro válku důležitých.“ Osm měsíců byl vězněn v Praze na Pankráci. A dalších osm měsíců v nacistickém pracovním kempu, bavorském Bernau. Před vánočními svátky 1943 se z vězně stala pomocná síla u potápěčů. Později byl přemístěn do továrny poblíž Bayreuthu. V září 1944 byl propuštěn, mohl se vrátit ke své firmě, kterou vedla jeho manželka Marie.
Opětovný rozjezd firmy mu komplikovalo podlomené zdraví. Firma mezitím utržila více než půlmilionovou ztrátu, které mimo jiné představovalo i vyhoření krámu v Pařížské při květnovém povstání. Budova byla později stržena a její místo zaujal areál Intercontinentálu. Továrna však poškozena nebyla a k jejímu znovuotevření došlo již 15. května 1945. Byla zrušena lakýrnická živnost a firma se zabývala jen výrobou. Podstatně se rozšířil její sortiment, téměř třetinu produkce tvořily umělecké barvy-vodové, anilinové, temperové a olejové.

### Nástup komunismu
V březnu roku 1949 byla na firmu uvalena státní správa. Dne 27. prosince 1949 byl nucen František Martínek předat výrobu včetně osazenstva národnímu podniku Spojené továrny na barvy a laky a do Framaru byl dosazen ředitel Přibyl. V roce 1952 je František Martínek obviněn a předvolán. Jednalo se o jeden z politických procesů období 50. let. František Martínek byl odsouzen k pracím v Jáchymově, kde mu bylo přiděleno číslo 2187, shodné s číslem, které měl jako vězeň v nacistickém Bernau. Dne 4.5.1953 byl na základě prezidentské amnestie propuštěn. Aby rodině své neuškodil, o svém pobytu v Jáchymově a tamních podmínkách mlčel až do posledních let jeho života. Na sklonku života označil lágr v Jáchymově za horší, než nacistický kemp v Bernau.[zdroj?]

### Velká cena Framaru
V roce 1938 František Martínek založil tradici nového cyklistického závodu nesoucího jméno Framar. Stal se z něj nejstarší sprintérský závod na dráze (po Velké ceně Paříže).
Sám zakladatel závodu byl velkým sportovcem, pěstoval atletiku a cyklistiku. Prvním byl atletický běh na 800 m, dvakrát na této trati dokonce oblékl reprezentační trikot. Po absolvování vojenské základní službě vyměnil atletickou dráhu za cyklistiku. Pětkrát vyhrál domácí šampionát na dráze i silnici, při světovém šampionátu skončil dvakrát na čtvrtém místě. V pozdějších letech se uplatnil jako trenér a masér předních československých cyklistů.
Od roku 1941 se Velká cena Framaru jezdí na velodromu Třebešín v Praze Strašnicích. Díky sponzorství firmy Framar a dalších cyklistických nadšenců a sponzorů je zachována tradice toho závodu, a tedy i odkaz jejího zakladatele. Od roku 2000 byl závod zapsán mezi 10 Velkých cen sprinterů světového kalendáře mezinárodní cyklistické unie. Jeho 81. ročník, který se konal ve dnech 12. a 13. května 2023, byl zařazený do nejvyšší kategorie UCI – UCI Class 1.

### Trenér cyklistiky
Po propuštění z pracovního tábora se František Martínek začal opět věnovat cyklistice. Byl masérem a trenérem profesionálních cyklistů a reprezentantů. Mimo to trénoval i své dva syny.
V létě roku 1955 vyhrál dvě zlaté medaile na XII. SAHL Ladislav Fouček, kterého byl František Martínek hlavním trenérem. Dále se podílel například na organizaci mistrovství Československé republiky v roce 1956. Později začal pracovat u Barrandovských ateliérů, kde pracoval jako lakýrník a trenér cyklistiky. Pořádal například cyklistické tábory pro I.T.V.S. Od roku 1957 trénoval dorostence v oddílu Slovan - Zlíchov. Zde provedl restrukturalizaci oddílu, kterou jednota schválila.
V roce 1959 byl povolán Československým svazem tělesné výchovy jako hlavní masér pro výcvikový tábor cyklistů před Závodem míru v Klánovicích. Záhy na to byl 24. března, 1959 odvolán ústředním výborem ČSTV a to z politických důvodů. Ústřední výbor uvedl jako jeden z důvodů to, že František Martínek rozpustil Veloclub (po zabavení jeho firmy), který sportovně soustřeďoval jeho bývalé zaměstnance, namísto aby jej převedl do sjednocené tělovýchovy, čímž měl ukázal svůj odmítavý postoj k sjednocené tělovýchově. Dle Františka Martínka však k rozpuštění Veloclubu vedl fakt, že jeho firma Framar byla uzavřena a zaměstnanci odešli do jiných podniků. Dalším důvodem pro odvolání bylo, že svoji firmu Framar nezapojil do některého z národních podniků. Tady se František Martínek odvolával na slova prezidenta Gottwalda „že živnostenské prodejny budou dále existovat a budou vládou podporovány.“ A proto se rozhodl tak neučinit.
Na základě těchto obvinění byl František Martínek taktéž vyhozen ze Spojených Továren na barvy a laky. Byl na místo toho přijat do Chirany, která sídlila v budovách jeho bývalé firmy, na post pomocného dělníka. V I.T.V.S. byl přijat jako masér, po roce však už vyučoval cyklistiku. Nebylo mu však oficiálně dovoleno zastávat pozici instruktora. Z politických důvodů taktéž nesměl odjet na Olympiádu či jiné zahraniční soutěže.
V roce 1960 byla vyvlastněna i rodinná vila Martínků. Po sametová revoluci byla po soudních sporu s KSČ vila vrácena rodině, František Martínek mladší se toho však již nedožil.

### Závěr života
Kolem roku 1964 prováděl výškové práce při nátěru košetického kostela. V Košeticích si taktéž postavil novou vilu a opustil mlýn v Arneštovicích. Aby vilu mohl dostavět, byl přijat na práci do cihelny a za každý odpracovaný den, mohl si koupit 300 cihel.[zdroj?] V roce 1965 se František Martínek úspěšně soudil s KSČ o důchod, který mu byl odepřen. Pro dobré výsledky na střední škole byl syn Jiří poslán na vysokou školu chemickou a promoval v roce 1966. Prvorozený syn František se vyučil lakýrníkem a v tomto řemesle setrval.

## Názory
František Martínek ve svých denících často vyzdvihoval sílu středních stavů a její důležitost pro stabilitu státu. Osoby s krajně levicovými nebo pravicovými názory označoval za osoby bez státního zájmu. Byl podporovatelem svobodného podnikání a vznikání továren, které by umožňovaly dělníkům stát se řemeslníky a tak rozvíjet své dovednosti. Již za první republiky ve své vlastní továrně zavedl zaměstnanecké akcie a své zaměstnance brával na odborné, vzdělávací výlety po Evropě. Podnikání přirovnával ke sportu a bral ho jako způsob zocelení ducha i těla.